# 夾纈
夾纈是一种流行于东亚地区的传统雕版镂空印花防染工艺。在日本称为板缔。中国浙江温州的蓝夾纈已经列入中国国家非物质文化遗产名录，日本的板缔也已经极其少见，是日本的国有文化遗产。
夾纈在中国唐朝最为盛行。夾纈制品常用于服饰面料，也用于屏风、包袱等日用品。后经日本遣唐使流传到日本，朝鲜的夾纈工艺也是由中国传入。18世纪后，中国的夾纈发展为单色蓝夾纈；日本也向单色发展，成为红板缔和蓝板缔。
中国的蓝夾纈在浙南民间用作婚嫁时的被面。蓝夾纈的木版在浙南常用红柴、棠梨木、杨梅、枫树等木材制作，图案以晚清之后流行于当地的戏曲为主。
日本的红板缔流传于15-19世纪初期的京都地区，主要用作和服里面穿的衬衣。转为化学染料后，因生产和技术问题逐渐淘汰。图案以松竹梅等吉祥纹样为主。木版多为厚朴制作。